# JEMS Architekci

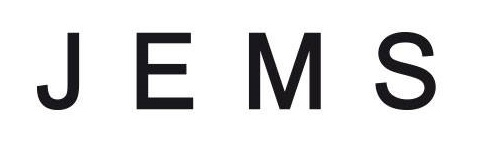
Logo des Architekturbüros

JEMS Architekci ist ein polnisches Architekturbüro aus Warschau.

## Geschichte
Die Architektengemeinschaft wurde 1988 von Olgierd Jagiełło, Maciej Miłobędzki, Jerzy Szczepanik-Dzikowski und Wojciech Zych gegründet. Das Studio wuchs in den folgenden Jahren um weitere Partner: Marcin Sadowski, Marek Moskal, Paweł Majkusiak und Andrzej Sidorowicz. Das Büro beschäftigt rund 70 Mitarbeiter; es befindet sich in der Ulica Jurija Gagarina 28A in Warschau.

## Bauten
Bedeutende Projekte des Studios sind das Bürogebäude der Gazeta Wyborcza (Agora) in Warschau (2002), die Neugestaltung des Hoover-Platzes an der Warschauer Krakowskie Przedmieście (2012), das Gebäude der Polnischen Botschaft in Berlin (Entwurf 2012, Fertigstellung 2024), der Pixel-Bürokomplex (Sitz von Allegro) in Posen (2013), der Erweiterungsbau der Raczyński-Bibliothek in Poznań (2014), die Hala Koszyki in Warschau (2016) und der Gebäudekomplex Browary Warszawskie in Wola. Im Jahr 2015 wurde das Studio mit dem Jahrespreis des Stowarzyszenie Architektów Polskich SARP (Nagroda Roku SARP) für die Gestaltung des Internationalen Konferenzzentrums in Katowice ausgezeichnet.

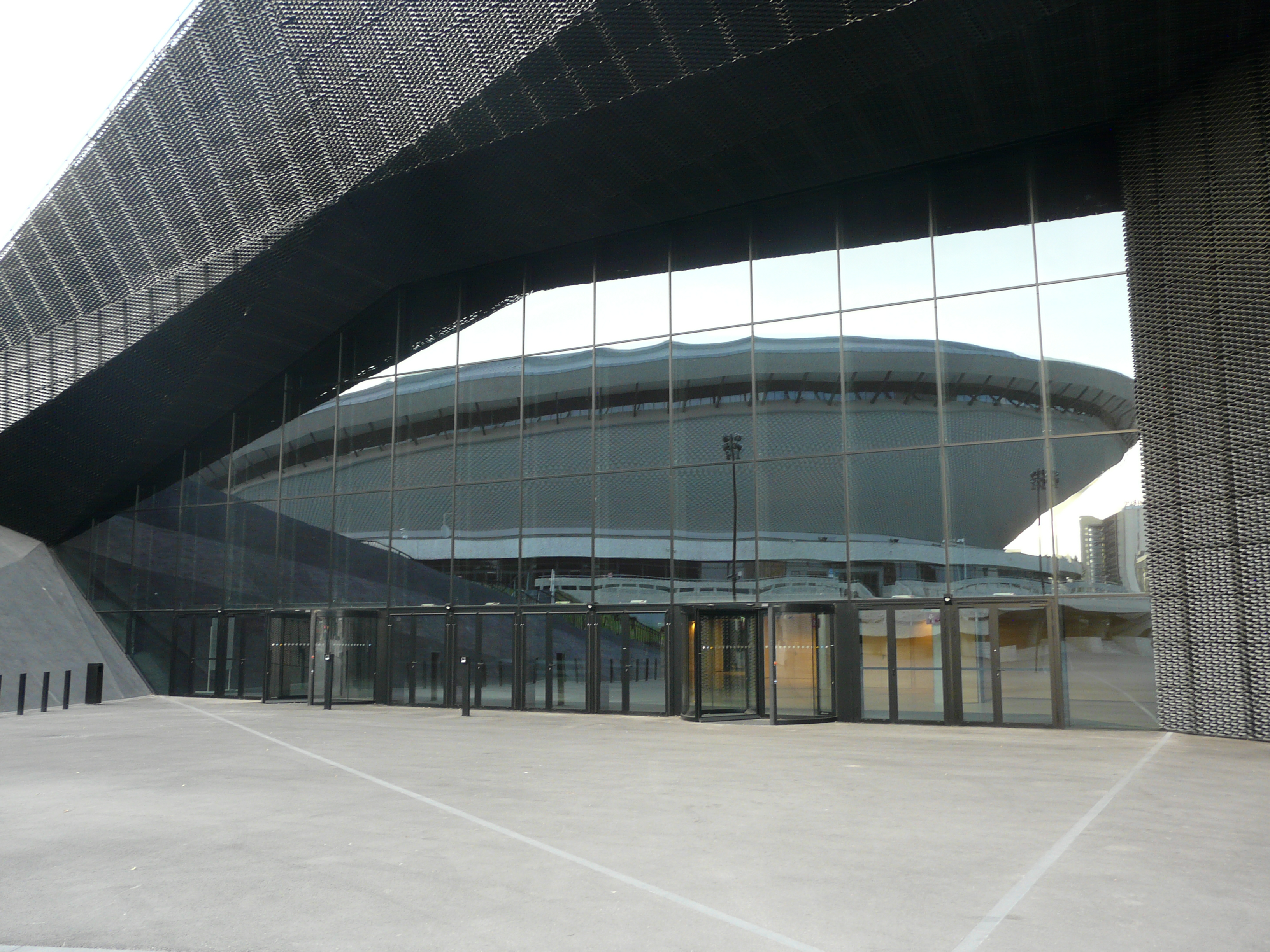
Kongresszentrum in Katowice
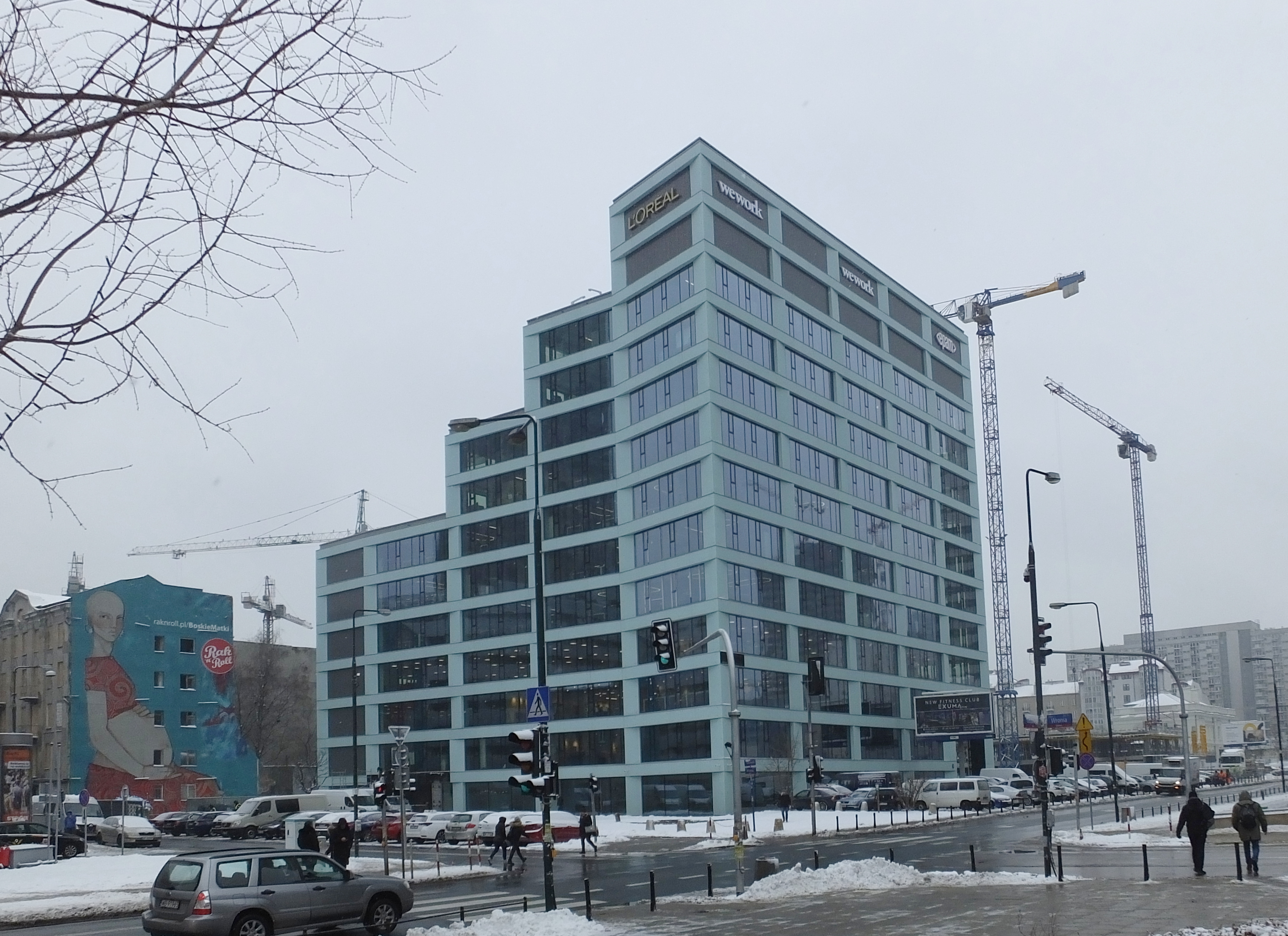
Biura przy Bramie (Browary Warszawskie)
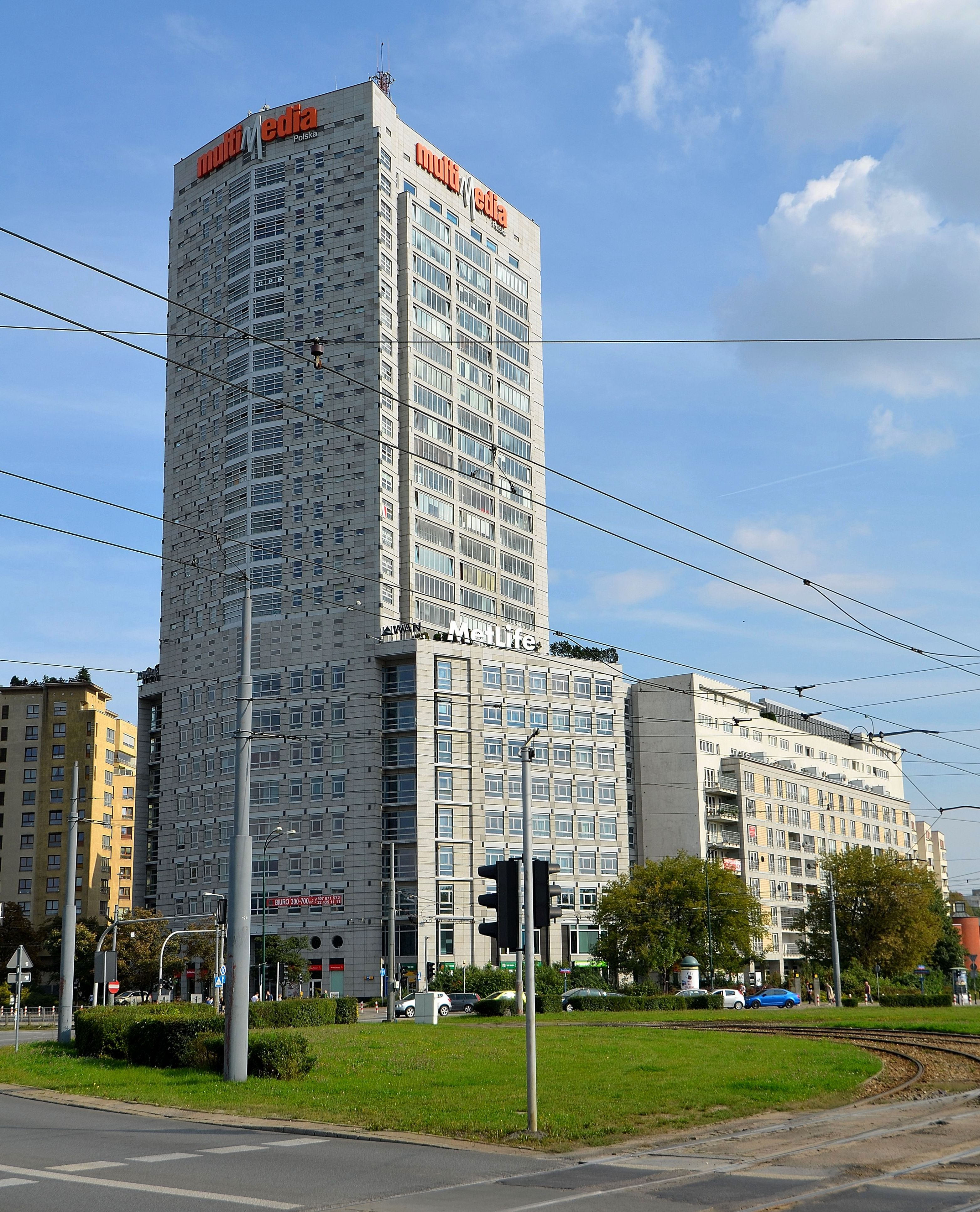
Babka Tower in Warschau
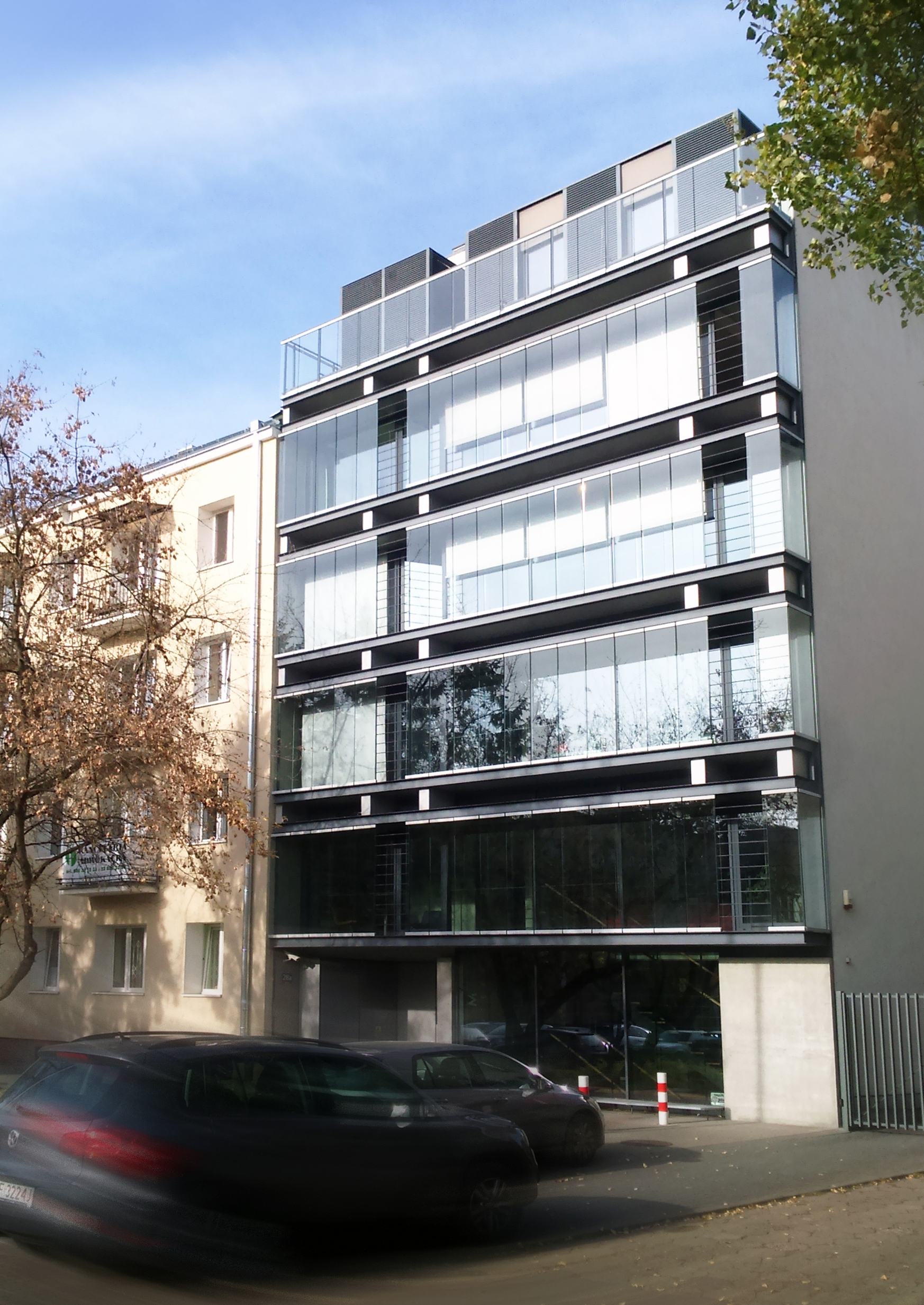
Sitz des Studios in Warschaus
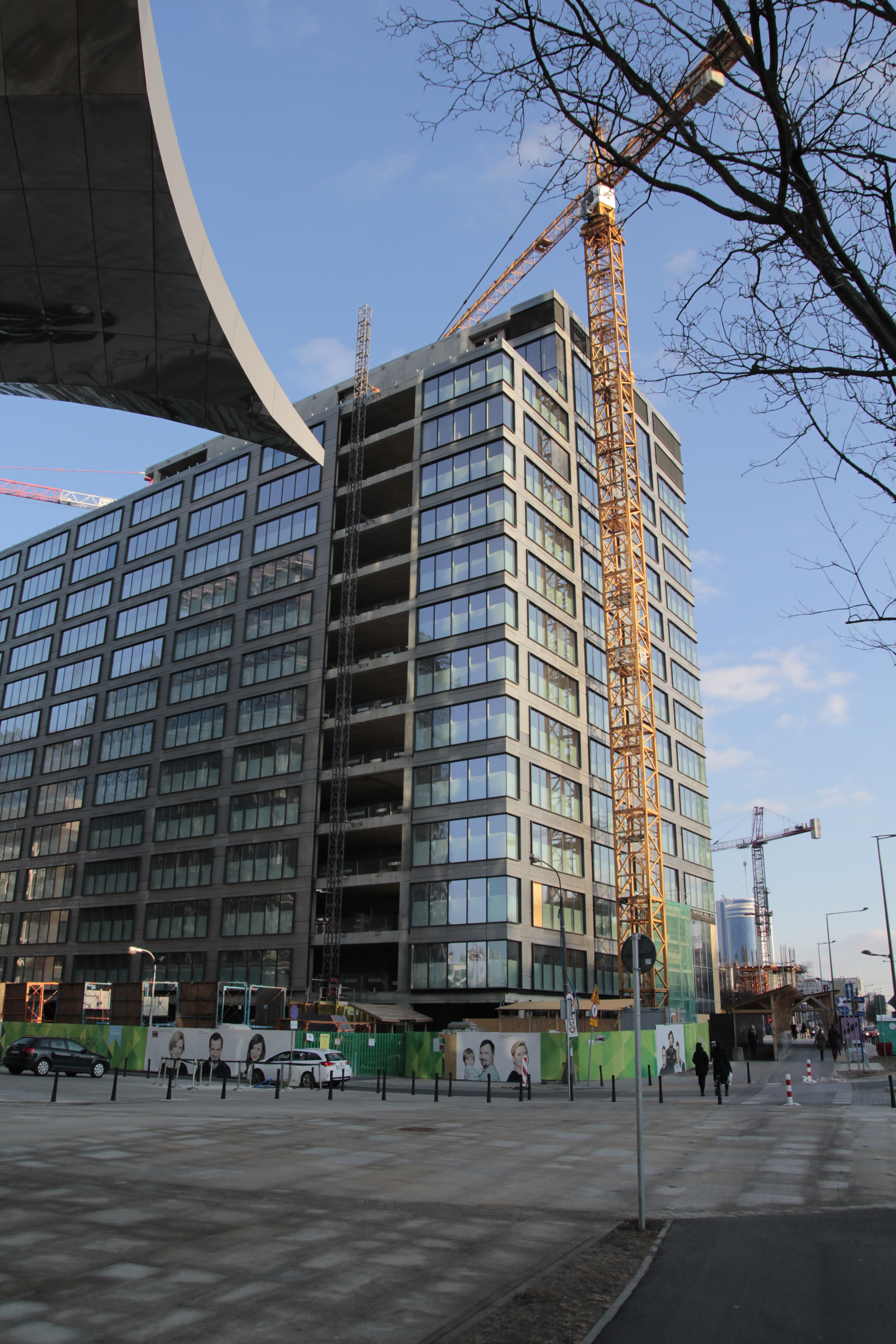
Generation Park Bürokomplex Warschau
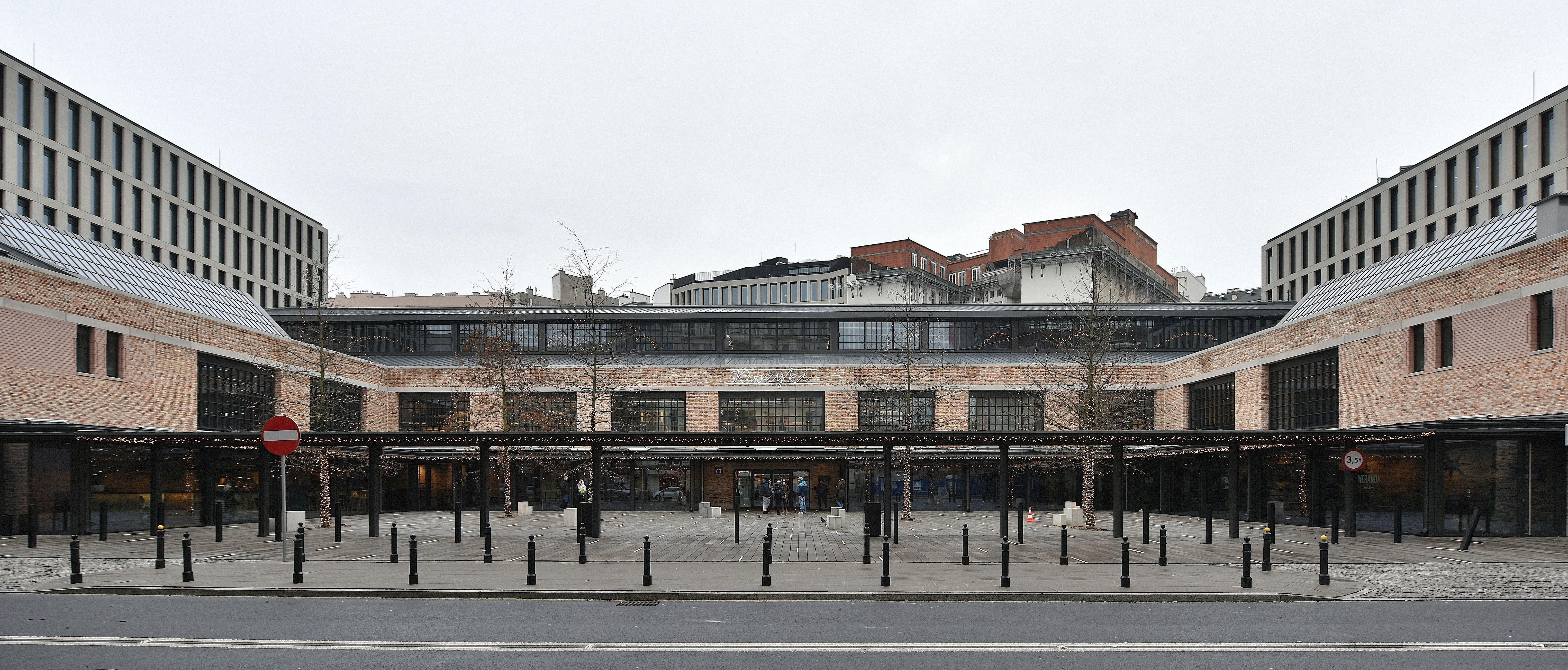
Hala Koszyki in Warschau